# あおり運転
あおり運転（あおりうんてん）とは、道路を走行する運転者が、運転中に他の運転者を煽ることによって、道路における交通の危険を生じさせ、通行をみだりに妨害する行為の総称である。
日本においては2020年6月30日の改正道路交通法及び施行令により、幅寄せや急な加減速等、10種の危険行為を対象とした「妨害運転罪」が新設された。違反点数は25点、もしくは高速道路上で相手車両を停止させるなど「著しい交通の危険を生じさせた場合」は35点と、交通違反のうち一般違反行為としては最も重い処分が科せられる。

## 概説
「あおり運転」とは、自動車などの運転中に、車間距離を極端に詰めたり幅寄せを行ったりする行為をいう。

### テールゲーティングとロード・レイジ

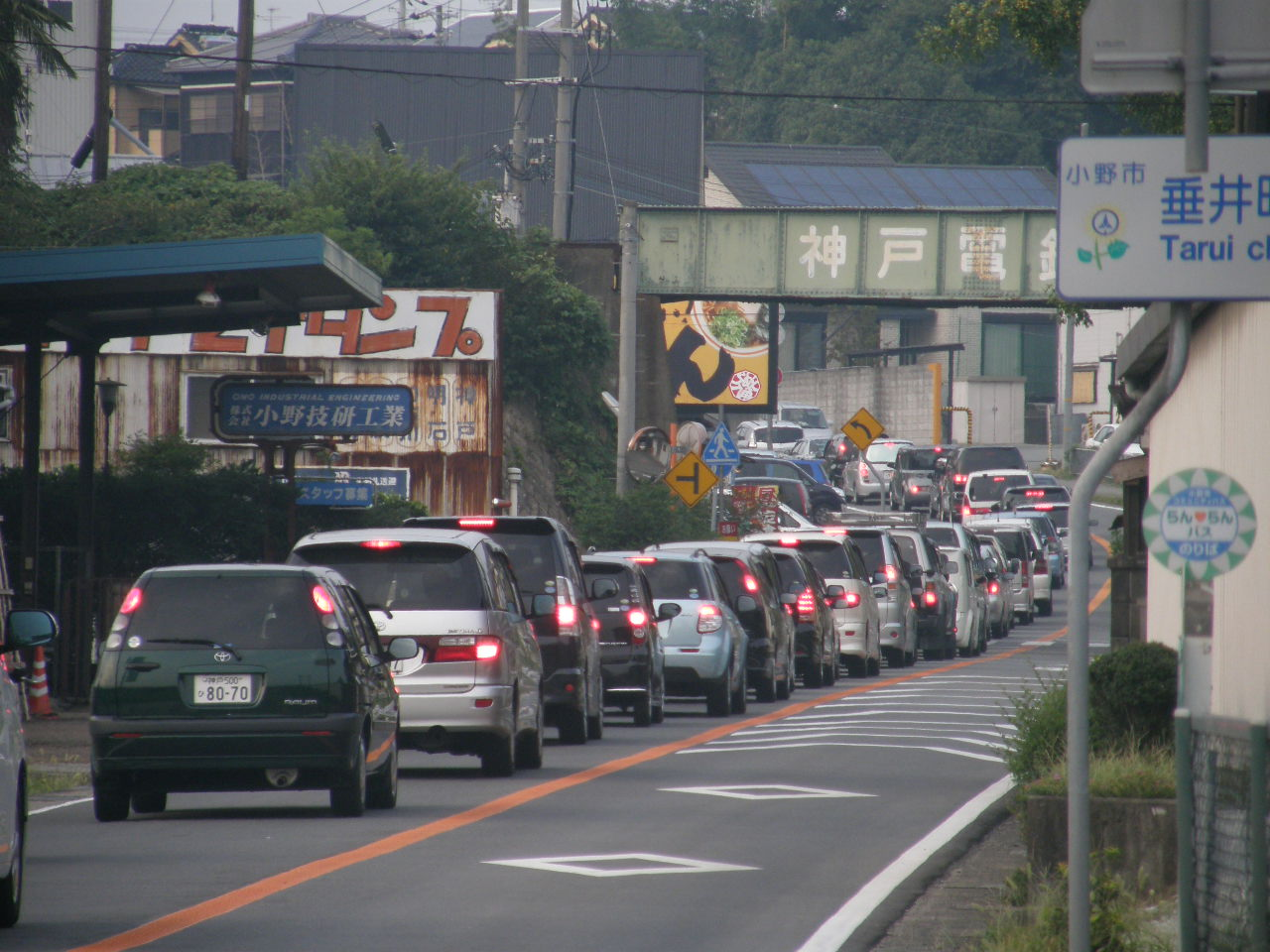
渋滞は人をイライラさせやすく、怒りが爆発してロード・レイジを引き起こしやすい。

英語では、他車のすぐ後ろに付いてあおる行為をテールゲーティング（Tailgating、車間距離不保持）という。Tailgateはトラック後部（荷台部）の扉のことであり、これを動詞化したものである。
また、後続の車両を妨害する目的で急ブレーキをかけることをブレーキテスト(en:Brake test)またはブレーキチェック(Brake check)という。
一方、路上での激怒を意味するロード・レイジ（en:Road rage）という語もある。これは運転手が他の自動車等の割り込みや追い越しなどに腹を立てて、過激な報復行動を取ること。ただし自動車に限らず、原付バイクや自転車などの軽車両を運転する者がロード・レイジを引き起こす事例もある。
日本語の「あおり運転」という語は、従前はテールゲーティングのことであったが、東名高速夫婦死亡事故がマスコミなどで報じられて以降、ロード・レイジを指して「あおり運転」という語を使うケースも散見されている。

### 発生原因
人は車を運転している時は、気が大きくなる心理傾向がある。車は自分の思い通りに動く鎧のようなもので、（オープンカーでなければ）自分が守られている空間であるからこそ気が大きくなる。したがって、自分の思い通りにならない時は、些細なことでも怒りの感情が現れやすいとされている。よく「ハンドルを握ると性格が変わる」といわれるのもこのためである。
また、「車のナンバーでは個人情報が特定ができない」という運転者の誤った思い込みから、衝動的な行動に走りやすい点もある。
研究によると、大きくて目線の高い車や高級車に乗ると自分が高級になったと錯覚しやすく、一部には気が大きくなって攻撃的になるドライバーもいる。また多数のステッカーや装飾品でカスタムを施している車両は、特にロード・レージを引き起こしやすい傾向がある。
滋賀県警が2017年以降に摘発した事例を分析したところ、あおる側の運転者には、「短気」「自己顕示欲が強い」という特徴がみられる。
怒りを感じた時に起こす行動の大半は、クラクションを鳴らす、車間を詰めて煽るなどであるが、中には相手の車を停車させ、脅迫したり車から引きずり出して暴行を加えたりするなど、刑法犯を侵す者もいる。
ロード・レージの主な発生要因
- 煽り
- 割り込み
- クラクション
- 急ブレーキ
- 自分より小さな車に抜かれる
- 追い越し車線での低速走行
- 睨みつける（「ガンをたれる」）

また東名高速夫婦死亡事故(パーキングエリアでの発言が発端)のように、運転前に何らかのトラブルが発生していたと言うケースもある。

## 日本

### 妨害運転罪
従前はあおり運転行為を規制する独立した法規定が存在せず、安全運転義務違反や車間距離不保持、刑法の暴行罪などを援用して取締りが行われていた。2013年（平成25年）に危険運転に関する法律が成立、翌年から施行され、さらに、2017年（平成29年）6月5日の東名高速夫婦死亡事故が社会的に注目を集めたことから、あおり運転に関する行為（妨害運転）を処罰する改正道路交通法が第201回国会・2020年（令和2年）6月2日に可決成立、同10日に公布され、6月30日に施行された。
改正道路交通法では、「他の車両等の通行を妨害する目的」かつ、「当該他の車両等に道路における交通の危険を生じさせるおそれのある方法」により、故意に以下の十種の行為をした全ての運転者が処罰対象となる。
- 通行区分違反（17条4項） - 逆走（違法な右側はみ出しを含む）、違法な路側帯・歩道通行
- 急ブレーキ禁止違反（24条）- いわゆる「ブレーキテスト」
- 車間距離不保持（26条）- いわゆる「テールゲーティング」[16][17][18]。
- 進路変更禁止違反（26条の2 2項） - 前方での進路変更による妨害[注 1]
- 追越し違反（28条1項、4項） - 左側追越し[注 2]、安全義務違反
- 減光等義務違反（52条2項） - 過度のハイビームや執拗なパッシングなど
- 警音器使用制限違反（54条2項）[注 3] - 執拗にクラクションを鳴らす行為など
- 安全運転義務違反（70条） - 包括規定[注 4]
- 最低速度違反（75条の4）[注 5]
- 高速自動車国道等駐停車違反（75条の8 1項）[注 6]

なお、複数の車両が互いにあおり運転を行い、双方が同時に検挙される例もある。

### 罰則
- 交通の危険を生じさせるおそれのある場合[20]
  - 3年以下の懲役又は50万円以下の罰金
  - 違反点数25点で免許取り消し。欠格期間2年。
- 著しい交通の危険を生じさせた場合[21]
  - 5年以下の懲役又は100万円以下の罰金
  - 違反点数35点で免許取り消し。欠格期間3年
- 妨害運転が危険運転致死傷罪に該当する場合
  - 人を負傷させた者は15年以下の懲役
  - 人を死亡させた者は1年以上の有期懲役

### 取締まり
警視庁では「悪質・危険な運転に対して、今回創設された妨害運転罪や危険運転致死傷罪（妨害目的運転）等のあらゆる法令を駆使して、厳正な捜査を徹底する」とし、未然に防ぐために交通取締まりの強化も宣言している。

### 自転車
同法は、自転車の危険行為にも適用される。加えて、対象となる行為として信号無視など15種類を列挙し、行った自転車の運転者は、3年以内に2回違反した14歳以上に自転車運転者講習を義務付ける。

### 統計
2019年の日本国内における「あおり運転」に関する道路交通法違反（車間距離不保持）件数は1万5065件であった。妨害運転罪の成立以降は警察があおり運転に関する取り締まりを強化しており、摘発件数は2017年と比較すると約2年で2倍以上に増えている。このうち9割以上は高速道路上での摘発であり、44件は刑法が適用された。

#### 加害者の特徴
警察庁が、2019年までの2年間に摘発された悪質なあおり運転133件を分析した結果では、
- 96%が男性
- 78%は同乗者なし
- 27%が40代で最多（免許保有者10万人当たりでは10代が最多）

であった。
あおり運転の理由は「進行の邪魔をされた」が最多で、「割り込まれた、追い抜かれた」などが続くが、警察庁によると、それらの理由の半数は加害者の一方的な思い込みだったという。

#### 被害経験
チューリッヒ保険の「2020年 あおり運転実態調査」によると、ドライバーの70.4%があおり運転をされた経験があるという。このうち、78.5%の人が「車体を接近させて、もっと速く走るよう挑発された」とされ、2位の「車体を接近させて、幅寄せされた」(21.0%）と併せて、あおり運転では「車体を接近させる」行為が多い。また、被害に遭った半数以上が軽自動車であり、小型の車があおり運転を受けやすい傾向にあった。免許保有者10万人当たりの被害者では10代が最も多かった。

### あおり運転による事故・事件、裁判・判決など
- 2013年5月29日 - 北海道虻田郡喜茂別町の国道で、後続車にあおり運転をされたため94 km/h（最高速度60 km/h）で運転した前車の運転者に対し、札幌高等裁判所は刑法の緊急避難が成立するとした札幌地方裁判所判決を破棄し、改めて罰金刑（減刑なし）を言い渡した。この判決で裁判官（通例、3名による合議制）は「路側帯などに入ってやり過ごすことができた」の旨判示し、大幅な速度超過に対し緊急避難は成立しないと判断した[27]。警視庁では安全な場所で停車してから通報することを推奨している[1]。
- 2017年6月5日 - 「東名高速夫婦死亡事故」 - 神奈川県足柄上郡大井町の東名高速道路下り線において、追越車線に停車していたワゴン車に大型トラックが突っ込み、ワゴン車に乗っていた夫婦が死亡し、2人の娘を含む合わせて4名が負傷する事故が発生。直前に中井パーキングエリアでトラブルになった男にあおり運転による進路妨害を受けて停止していたことが事故につながったとして、同年10月10日、この男は自動車運転処罰法違反（過失運転致死傷）などの疑いで逮捕され[28]、2018年12月14日に横浜地方裁判所が男に対し危険運転致死傷罪により懲役18年の判決を下した[29]。なお、この男は日ごろからあおり運転を行っており、事件から2ヶ月後にも別の車に対しあおり運転を行っていたことが明らかになっている[30]。

- 2018年1月 - 神奈川県横浜市保土ケ谷区の横浜横須賀道路（国道16号の有料自動車専用道路）下り線で、韓国籍の52歳の男が1.7 kmにわたってごみ収集車をあおり、ごみ収集車は横転し、ごみ収集車を運転していた35歳の男性が首などを負傷した。男は威力業務妨害と危険運転致死傷罪容疑で逮捕されたが、容疑を否認している[31]。
- 2018年7月2日 - 大阪府堺市南区において、車がバイクに追突してバイクの男性を死亡させる事故が発生。車を運転していた男は自動車運転処罰法違反（過失運転致傷）の現行犯で逮捕されたが、同月4日に殺人及び道路交通法（ひき逃げ）違反の疑いで再逮捕された。あおり運転で殺人容疑が適用されるのは異例[32]。男は殺意を否認しているが、バイクを執拗に追いかけた上、追突した後に「はい終わり」と発言をしていたことが男の車のドライブレコーダーに記録されていた[33]。2019年1月25日、裁判員裁判の判決が、大阪地裁堺支部で行われ、裁判長は殺人罪を適用し、懲役16年を言い渡した[34]。2019年2月4日、被告側は1審判決を不服として、大阪高等裁判所に控訴したが、大阪高裁は一審判決を支持し、控訴を棄却した[35]。被告側は控訴判決を不服とし最高裁に上告したが、最高裁は2020年7月31日付けで、ドライブレコーダーに記録されていた執拗な運転や、追突した直後の「はい、終わり」というつぶやきからは追突しそうになった時の焦りや驚きが伝わらず、被告の想定内だったとして、上告を棄却した[36]。また、同事件の民事裁判も行われ、2020年7月31日、大阪地裁堺支部は同被告に約6100万円の損害賠償の支払いを命じた[37]。
- 2019年8月10日 - 茨城県の常磐自動車道の上り守谷サービスエリア付近で、男女が前方を走っていた自動車に対しロード・レージを繰り返した上、高速道路上で無理矢理停車させ、男があおり運転の被害に遭った運転手に怪我を負わせた後も執拗に殴り、同乗の女は男は被害者を殴る様子を笑いながら携帯電話で撮影する事件が発生した[38][39]。また、この車両は7月23日に静岡県の一般道路で複数の車両に対して、その3時間後には愛知県の新東名高速道路でトラックに対してあおり運転をしており、ナンバープレートが一致していることから、同一犯であるとみられる[40]。なお、あおり運転をした車両は、神奈川県内にあるディーラーの所有する貸し出し車両であり、静岡県在住の自称不動産事業の40代の男に貸し出され、8月12日に返却されたが、返却したのは男本人ではなく自称男の会社の従業員を名乗る代理人であり、男は返却期限を迎えても車両を返却せず、ディーラーとトラブルを起こしていた事が発覚[41]。また、車両にはロード・レージの際にできたとみられる傷が残っており[42]、愛知県のケースでは被害トラックを高速出口で待ち伏せする様子が残されていた[注 8]ほか、静岡県のケースでは最高速度60 km/hを大幅に超える120 km/hであおり運転を行っていた事が判明した[43]。茨城県警は犯行に使用された車両を押収し、ドライブレコーダーの映像などから車両を借りた男と暴行した男が同一人物であると断定し、傷害容疑で男の逮捕令状を水戸地方裁判所に請求した[44][45]。男女は逃亡を図ったことから、茨城県警察は男を全国に指名手配した。そして18日、男女は大阪市東住吉区に潜伏していたところ、男は傷害容疑で、女は犯人蔵匿および犯人隠避容疑で大阪府警察に逮捕された[46][39]。また、犯行に使われた車両は20日で2,000 km以上走行している事が新たに判明した[47]。男のSNSには大破した自身の車が投稿されており、6月に新東名高速道路で10トントラックに追突されたと主張しているが、追突した10トントラックの運転手は「黒いSUVが突然センターラインを跨いで急ブレーキをかけてきた」と話しているほか、1月に大阪府でもあおり運転を行っていたことから、男は常習的にあおり運転を行っていたものと思われる[48]。この事件では、映像の存在がカギとなり、道交法ではなく「あおり運転」では全国初とみられる強要容疑が適応された[49]。2020年1月9日、新東名高速道路でトラックの前方に割り込み、時速約9km/hまでに減速させた強要容疑で愛知県警に再逮捕された[50]。同年10月2日、水戸地裁は強要と傷害の罪で男に懲役2年6月、保護観察付き執行猶予4年を言い渡した[51]。

- 2019年9月8日 - 愛知県内の東名高速道路でワゴン車の男が、前方を走る乗用車にロード・レージを繰り返した上、エアガンを発射する事件が発生[52]。愛知県警察は、14日に器物損壊罪の疑いでこの男を逮捕した[53]。県警は、道路に物を投げつけたり、発射したりする行為が「道路における禁止行為」にあたるとして、道路交通法違反（道路における禁止行為）の容疑も加えた上で、15日に男を送検した[54]。
- 2020年10月26日 - 埼玉県警察は同月5日に、埼玉県桶川市で自転車で蛇行運転をして、自動車の前に飛び出すことで妨害行為を行った、桶川市在住の男を道路交通法違反（妨害運転）で逮捕した。同年6月の道路交通法の改正以後、自転車の運転手にあおり運転が適用された事例は、全国初となる[55]。
- 2021年4月 - 神奈川県警は 神奈川県横浜市港北区の県道で、約2.7kmにわたってあおり運転をしたとして、横浜市都筑区在住のアルバイトの28歳男性を近く書類送検する方針を固めた。警察の調べに対しこの男は「残業が続いて疲れていた。コロナ禍なのに、県外ナンバーの車だったのでイライラしてやってしまった」と供述している[56]。自粛警察も参照。
- 2021年10月8日 - 岡山県警察は 岡山県倉敷市内の県道で、車に対して自転車であおり運転をしたとして、同市の男子高校生を道路交通法違反（妨害運転）の疑いで岡山地検へ書類送検した。昨年6月施行の改正道交法で新設されたあおり運転の規定が自転車に適用されるのは県内では初めて[57]。
- 2023年2月5日 - 熊本市北区の九州自動車道上り線で、熊本市から福岡市に向かっていた高速バスひのくに号が武蔵ヶ丘バスストップを出発して本線に合流する際、後方から来た乗用車から幅寄せ・急停止などのあおり運転を受けた。バスは乗用車に追突し、乗客乗員の5名が軽傷[58]。乗用車を運転していた男は逮捕され、被害に遭った九州産交バスは「危険運転等の防止につながれば」とドライブレコーダーの映像を公開した[59]。

### 対策

#### 運転手による対策
警視庁や日本自動車連盟では安全な場所で停車し車外には出ずに通報する、証拠を残せるようにドライブレコーダーを設置しておくといった対策を推奨している。ドライブレコーダーの記録は捜査や裁判で有力な証拠となる。
国土交通省は、新車へのドライブレコーダー搭載の義務化を検討してきたが、2018年3月、2020年を目処に高速道路や一部地域での自動運転の実用化を目指す日本国政府が、乗用車などの自動運転の実現に向けて取りまとめられた法整備の大綱案において、2018年夏を目処に自動運転車に必要な装備のガイドラインを策定。特にデータ記録装置に関しては事故が起きた場合に、事故原因を明確に出来るよう、2018年を目処にドライブレコーダーの搭載を義務化するとしている。

#### 運転者自身の心がけ

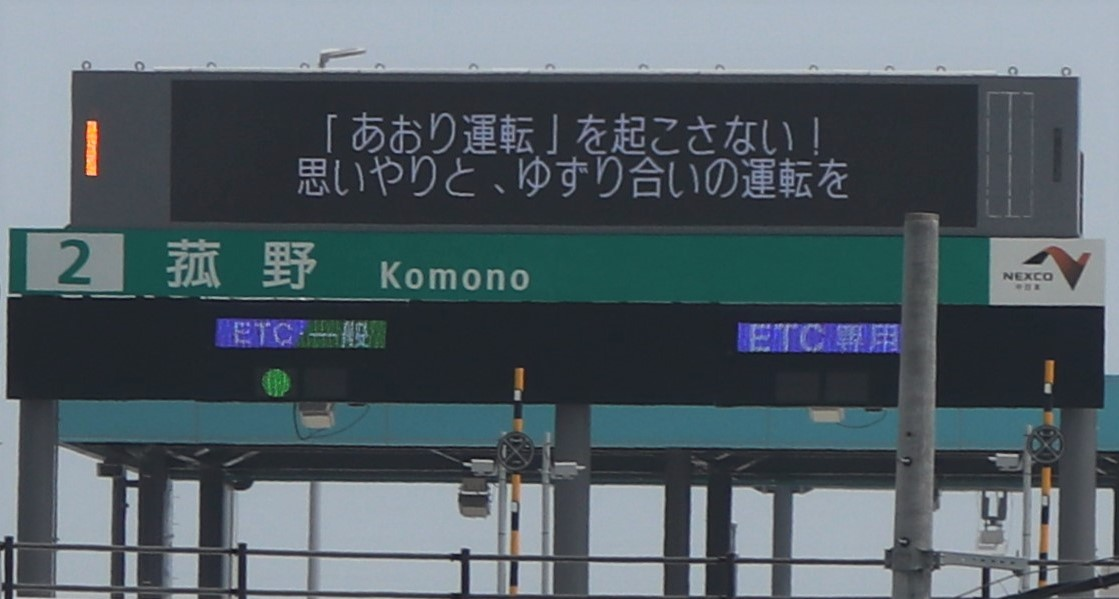
道路情報板に掲示された心がけの例
「あおり運転」を起こさない！
思いやりと、ゆずり合いの運転を
新名神高速道路の菰野インターチェンジの料金所（2019年6月）にて

警察庁・都道府県警察は、あおり運転による交通事故を防ぐため、運転者に対して以下の点について心がけるよう呼びかけている。
- 思いやり、ゆずり合いの安全運転
- キープレフトの遵守
- 運転中は周囲の車の動きに注意する
- 安全な速度での走行
- 車間距離を十分に保つ
- 無理な進路変更や追越しをしない
- 煽られたら安全な場所（高速道路ではSA・PA）に停車し、危険な場合は110番に電話する

#### あおり運転に遭った場合の対応
愛知県警高速隊所属の警部補・藪上篤史は、あおり運転を受けた場合の対応として以下の点を挙げている。
- 絶対に挑発に乗らない
- 追い越し車線走行中は、左側の車線へ移動するなどして関わらないようにする
- あおり運転がやまない場合は、サービスエリアなど安全な場所で停車し、110番通報する。その場合、ドアをロックして窓を閉め、警察官が到着するまで車外に出ない

#### 警察による専用サイト開設
2019年11月21日に岡山県警察は、道路利用者の安全を確保するため、妨害運転（あおり運転）や飲酒運転、無免許運転、暴走行為等危険な運転に関する情報を受け付ける「岡山県 あおり110番 鬼退治ボックス」を立ち上げた。

## 韓国

### 報復運転の法的問題
韓国では「報復運転」と呼ばれる。報復運転に関する刑事罰としては特殊傷害、特殊暴行、特殊脅迫、特殊損壊があり、特に特殊傷害罪が適用された場合、2年以上20年以下の懲役刑に処されることがある。また、行政処分としては刑事立件された場合には運転免許点数が100点加算され100日間運転免許停止の処分を受ける他、拘束された場合には運転免許取り消しかつ欠格期間1年の処分を受ける。

### 対策

#### 取締りや摘発の強化
2015年に大きな社会問題になると警察は集中取締りをした。また、加害者の逆恨みによる報復を恐れて申告を敬遠することを防ぐために、匿名での申告を受け付けている。

#### 韓国であおり運転に遭遇した場合
あおり運転に巻き込まれた場合は下位車線に移動して停車した上で、112番に通報することが最善だが、それが困難な場合はドライブレコーダーの映像をサイバー警察庁コーナーなどに申告する。人通りの多いところや監視カメラのあるところに移動する。

## ドイツ

ドイツの最低車間距離標識
道路標識によって最低車間距離が指定されていない場合は、「車両速度の半分」の車間距離を確保しなければならない

ドイツでは右側通行のため、片側に車線が複数ある道路では、右側車線（路肩側）が空いている場合は可能な限り右側の車線を利用しなければならず(Rechtsfahrgebot)、第1車線以外は混雑時を除き、追い越しの場合のみ通行できる。また、追い越しは、追い越される車両よりも十分に速い速度で行わなけばならず、あまり変わらない速度で追い越した場合は違反となり、理由なく第1車線以外に長く留まることは許されない。
追い越しの意思を知らせるために、短いクラクションまたはライトによる「あおり運転」が法律で許可されてはいるが、その場合でも運転者は安全な車間距離を確保しなければならない。
運転者は車両速度（km/h単位）の半分の値をメートル単位にした車間距離を必ず確保しなければならない。例えば、100 km/hで走行中の場合、最低50 mの車間距離を確保しなければならない。車間距離不保持の場合は走行速度と車間距離により、最大400ユーロの罰金および3か月の免許停止となる。
また、渋滞時を除き右側（路肩側）からの追い越しは固く禁じられている。車両が追越車線を占有している場合も許されず、このような場合には両方が取り締まりの対象となる。左側車線が混雑しているか、低速で走行している場合に、わずかに速い速度で追い抜くことができる。
ドイツでは「あおり運転」に対して、日本だと最長10年で運転免許を再取得できるのと比べても、それ以上に対応が厳しく、大きな事故には至っていない事例でも、裁判所が運転手として極めて危険と判断した場合、一生涯にわたって運転免許が剥奪される。この措置は「社会の安全を守るため」という理由で行われている。日本でもあおり運転による生涯免許剥奪の制度の導入を望む声が大きいものの、無免許運転が増えるとの意見もあり、未だ実現していない。

## イギリス

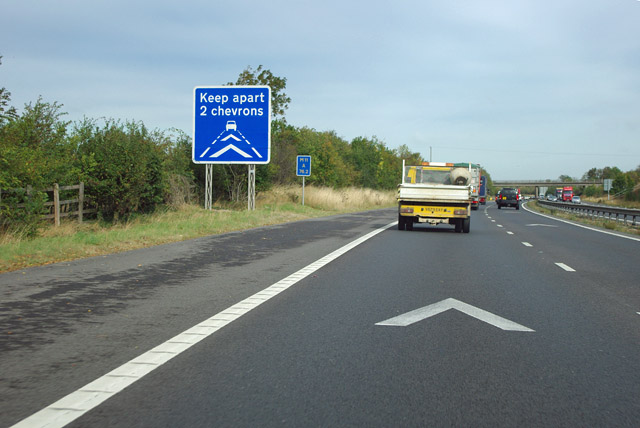
イギリスの路上の逆V字型の道路標示2つ分の車間距離を確保するよう促す道路標識

イギリスでは危険運転の例として「レースをすること、過度に速く進むこと、又は攻撃的な運転をすること」や「危険な追い抜き」等が挙げられており、このような危険運転によって死亡をもたらすと最大で14年の刑罰と少なくとも2年の免許剥奪が科される。また、単に危険運転を行っただけでも最大で2年の刑罰と少なくとも12か月の免許剥奪が科される。
車間距離不保持や、追越し以外で右側車線や片側3車線以上の道路の中央車線を走行する行為(middle lane hogging、中央車線の占有)、遅すぎる運転や不必要なブレーキをかけることなど、そこまで深刻ではない運転は反則金制度の対象となり、100ポンドの罰金と違反点数3点が科せられ、過去3年以内の累計点数が12点に達すると6か月の免許停止となる。
イギリスでは2秒（濡れた路面では4秒）走行した距離に相当する車間距離を取らなければならないと規定されている。